# Wiebelhäuser Bach

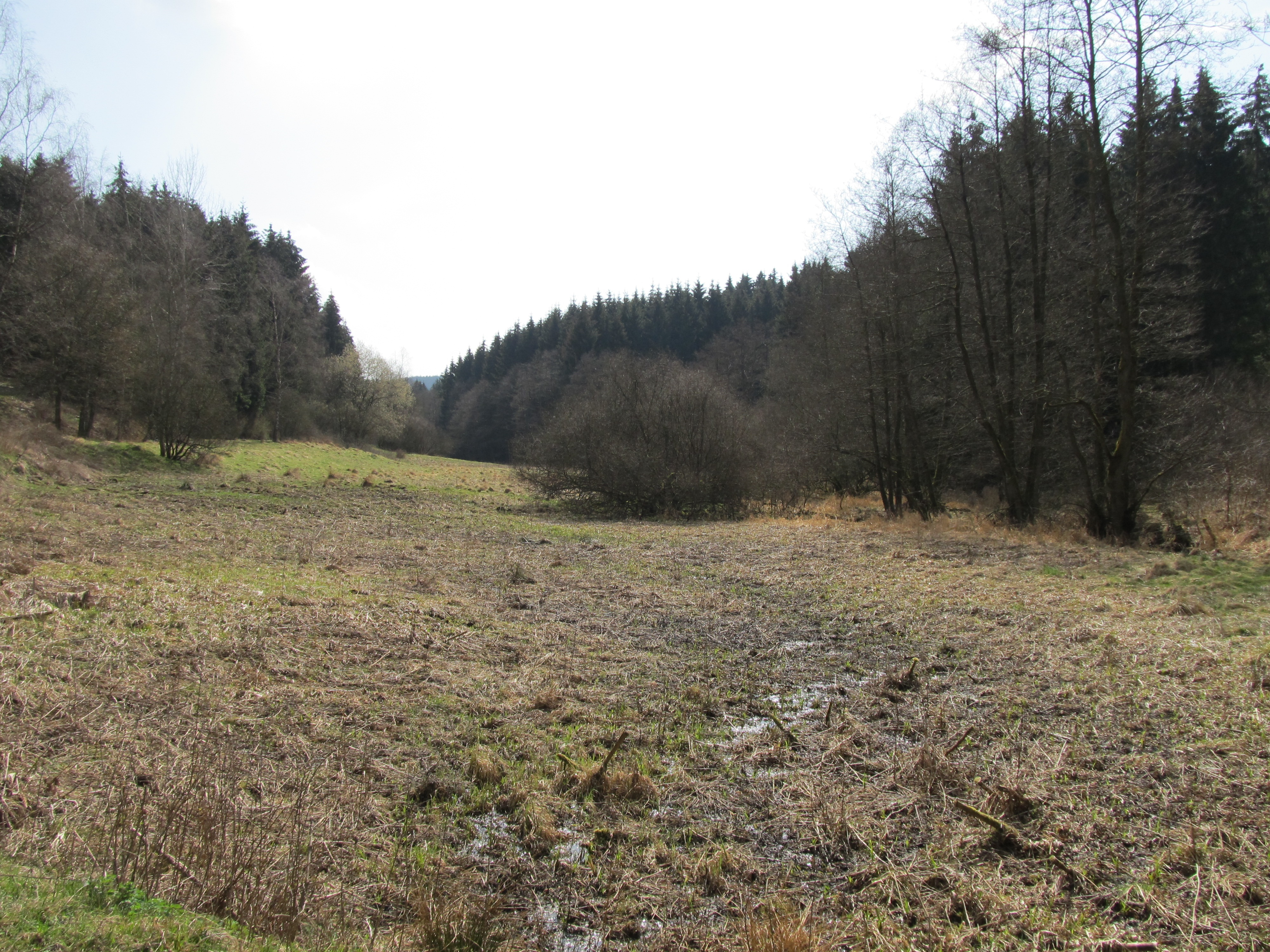
Tal des Wiebelhäuser Bachs

Der Wiebelhäuser Bach ist ein 3,9 km langer Bach im Siegerland und erster größerer sowie längster Zufluss des Wildebachs (Wildenbach) im nordrhein-westfälischen Kreis Siegen-Wittgenstein.

## Geographie

### Verlauf
Der Wiebelhäuser Bach entspringt in den Südausläufern des Rothaargebirges und des Naturparks Sauerland-Rothaargebirge. Seine Quelle liegt auf dem Südosthang der Kalteiche auf etwa 530 m ü. NHN Höhe in der Wilnsdorfer Gemarkung. Er fließt durch das südliche Siegerland.
Der Wiebelhäuser Bach fließt jeweils wenige Kilometer südöstlich von Wilden und südlich von Wilnsdorf – ausschließlich durch bergige Waldlandschaft des Rothaargebirges. Er verläuft durch den Naturpark und bildet auf etwa 1,5 km Länge in etwa die Grenze zu Hessen. Nachdem er diese Grenze hinter sich gelassen hat, nähert sich der Bach der Bundesautobahn 45 (Sauerlandlinie), verläuft ein Stück parallel zu ihr und entfernt sich wieder. Er durchquert dabei die Gemarkungen Würgendorf und Gilsbach und kehrt danach im mündungsnahen Unterlaufbereich auf Wilnsdorfer Boden zurück.
Der Wiebelhäuser Bach mündet östlich oberhalb des von der A 45 überbrückten Landeskroner Weihers auf etwa 376 m Höhe nahe dem Wildebach-Kilometer 10,2 in den dort von Nordosten heran fließenden Heller-Zufluss Wildebach; Letzterer ist bis dorthin etwa 1,4 km lang und somit 2,5 km kürzer als der Wiebelhäuser Bach.

### Einzugsgebiet und Zuflüsse
Das Einzugsgebiet des Wiebelhäuser Bachs ist 6,504 km² groß. Zuflüsse hat er besonders im oberen Abschnitt; dazu gehören:
| Name       | Seite  | Länge (km) | Quell-          | Mündungs-       | Mündungs- km |
| Name       | Seite  | Länge (km) | höhe (m ü. NHN) | höhe (m ü. NHN) | Mündungs- km |
| ---------- | ------ | ---------- | --------------- | --------------- | ------------ |
| Zufluss    | rechts | 0,85 km    | 562 m           | 480 m           | km 3,45      |
| Zufluss    | rechts | 0,81 km    | 530 m           | 442 m           | km 2,50      |
| Zufluss    | links  | 1,40 km    | 489 m           | 426 m           | km 2,10      |
| Gretenbach | links  | 1,2 km     | 512 m           | 402 m           | km 1,25      |

### Berge
Die Berge in Bachnähe gehören zum Bergrücken der Kalteiche; dazu gehören mit Höhe in Meter (m) über Normalhöhennull (NHN) und orographischer Lage entlang dem Bach:
- Kalteiche (579,9 m), rechts
- Hirschstein (562,9 m), links
- Metzlers Rücken (495,8 m), links
- Löhrsberg (561,6 m), rechts
- Holzholzer Kopf (542,9 m), links
- Walkersdorfer Berg (526,0 m), links

## Wiebelhausen
1355 wurde die Siedlung Wiebelhausen (⊙) erstmals unter dem Namen „Wybelhusen“ erwähnt, sie lag zwischen dem heutigen Landeskroner Weiher, Gilsbach und Würgendorf, vermutlich im Tal des Wiebelhäuser Bachs. 1417 wurde die Siedlung letztmals erwähnt: „Der Hoff tzu Wybelhusen yst wuste, 2 Malter Hafer und 1 Malterkorn“. Die Notiz „Wüstung“ („wuste“) lässt auf eine bereits verlassene oder im Begriff zu verlassene Siedlung schließen. In einem Register von 1461 taucht Wiebelhausen gar nicht mehr auf. Am 2. Februar 1471 übertrug Meuth von Selbach „den hoeff zu Webelhusen“ und andere Höfe seinem Schwager. Auf einer alten Karte von 1600 taucht lediglich noch der Flurname „Wiebelhausen“ auf, wie auch auf heutigen Kartenwerken.